# Koppal
Koppal là một thị xã của quận Koppal thuộc bang Karnataka, Ấn Độ.

## Địa lý
Koppal có vị trí 15°21′B 76°09′Đ / 15,35°B 76,15°Đ Nó có độ cao trung bình là 530 mét (1738 feet).

## Nhân khẩu
Theo điều tra dân số năm 2001 của Ấn Độ, Koppal có dân số 56.145 người. Phái nam chiếm 51% tổng số dân và phái nữ chiếm 49%. Koppal có tỷ lệ 61% biết đọc biết viết, cao hơn tỷ lệ trung bình toàn quốc là 59,5%: tỷ lệ cho phái nam là 69%, và tỷ lệ cho phái nữ là 54%. Tại Koppal, 14% dân số nhỏ hơn 6 tuổi.